# Jenny M. Lewis

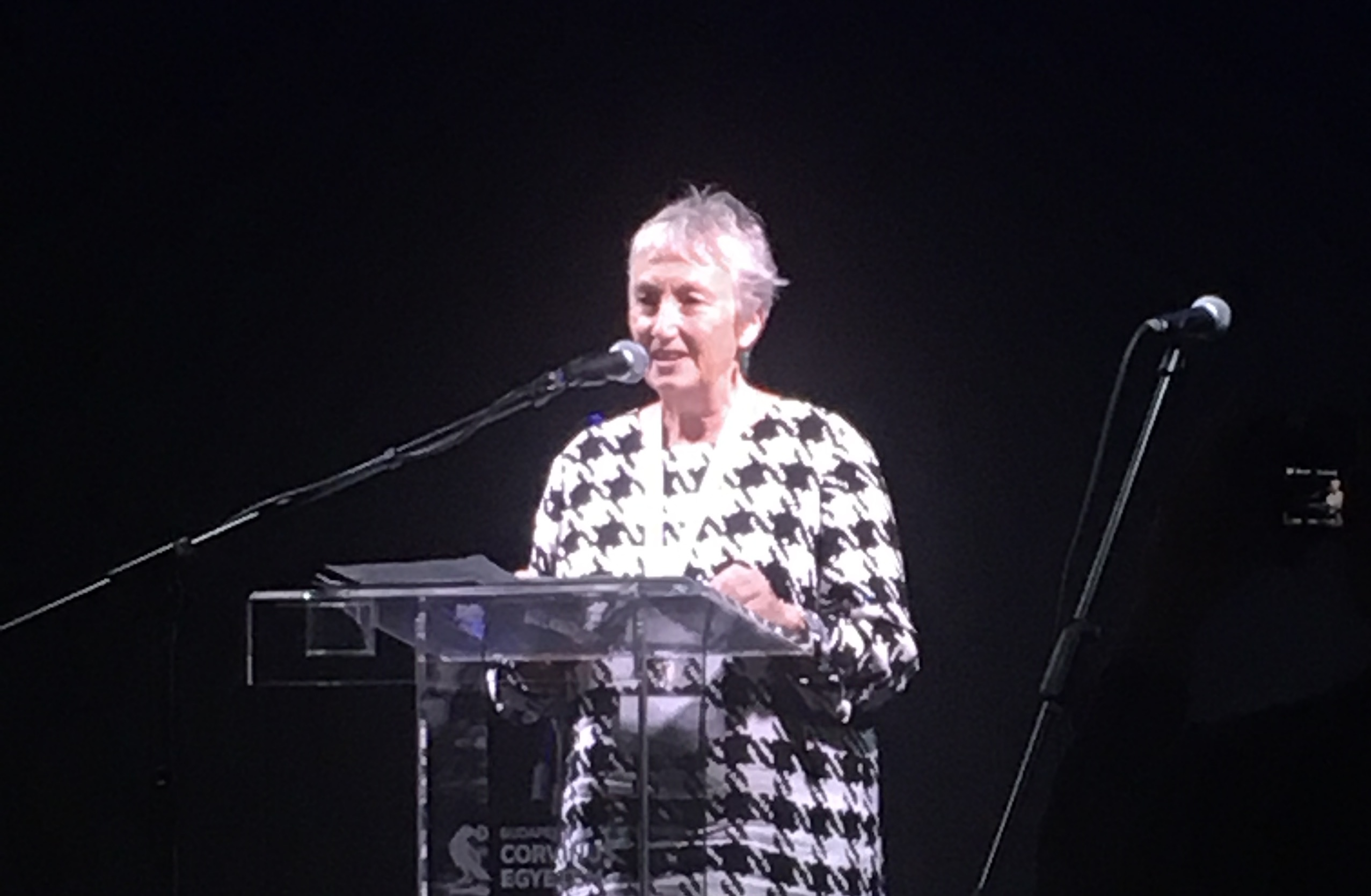
Jenny M. Lewis

Jenny M. Lewis (* 1960) ist eine Politikwissenschaftlerin, die als Professorin an der australischen University of Melbourne forscht und lehrt. 2016/2017 amtierte sie als Präsidentin der Australian Political Studies Association.

## Werdegang und Wirken
Lewis machte ihr Bachelor- und auch ihr Master-Examen an der University of Melbourne, wo sie auch zur Ph.D. promoviert wurde. Dort ist sie inzwischen Professorin für Public Policy. Sie war Gastprofessorin an der Universität Gent in Belgien, der Copenhagen Business School in Dänemark, der Universität Utrecht in den Niederlanden und der Fudan-Universität in China. Sie ist zudem Mitglied der Academy of the Social Sciences in Australia. Lewis ist Expertin für Politikgestaltung, Politikdesign und Innovation im öffentlichen Sektor.

## Schriften (Auswahl)
- Health policy and politics. Networks, ideas and power. IP Communications, East Hawthorn 2005, ISBN 0975237446.
- Mit anderen: Networks, innovation and public policy. Politicians, bureaucrats and the pathways to change inside government. Palgrave Macmillan, Basingstoke/New York 2009, ISBN 978-0-230-22003-4.
- Connecting and cooperating. Social capital and public policy.  UNSW Press, Sydney 2010, ISBN 978-1-921-41013-0.
- Academic governance. Disciplines and policy. Routledge, New York 2013, ISBN 978-0-415-84361-4.
- Mit anderen: Getting welfare to work. Street-level governance in Australia, the UK, and the Netherlands. Oxford University Press, Oxford 2015, ISBN 978-0-198-74370-5.
- Mit anderen: Innovation in city governments. Structures, networks and leadership. Routledge, Taylor & Francis Group, New York 2017, ISBN 978-1-138-94231-8.